# Stenhomalus sexmaculatus
Stenhomalus sexmaculatus är en skalbaggsart som först beskrevs av Aurivillius 1910.  Stenhomalus sexmaculatus ingår i släktet Stenhomalus och familjen långhorningar. Inga underarter finns listade i Catalogue of Life.